# Kaposang
Kaposang is een bestuurslaag in het regentschap Bangka Selatan van de provincie Bangka-Belitung, Indonesië. Kaposang telt 3931 inwoners (volkstelling 2010).